# Pheidole xerophila
Pheidole xerophila är en myrart som beskrevs av Wheeler 1908. Pheidole xerophila ingår i släktet Pheidole och familjen myror. Inga underarter finns listade i Catalogue of Life.

## Bildgalleri

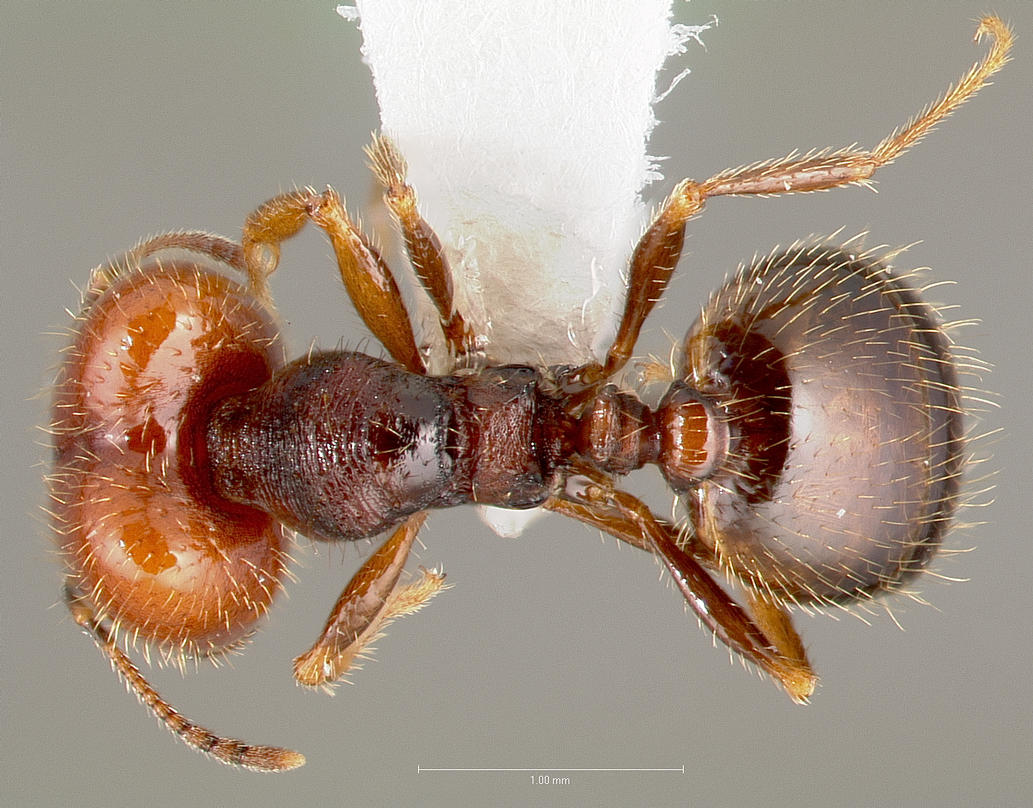
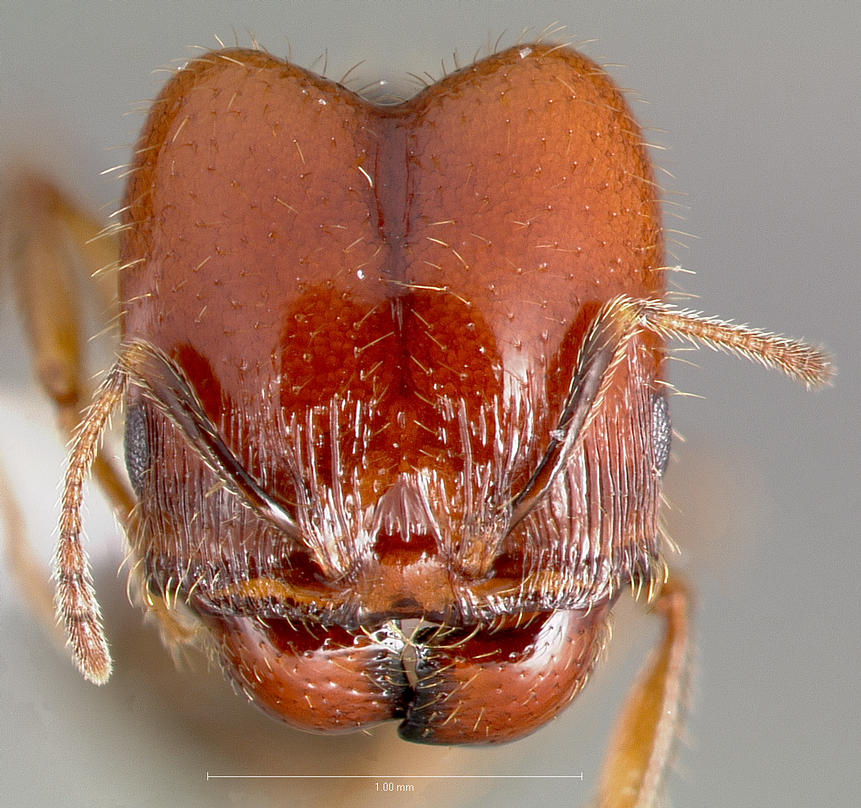
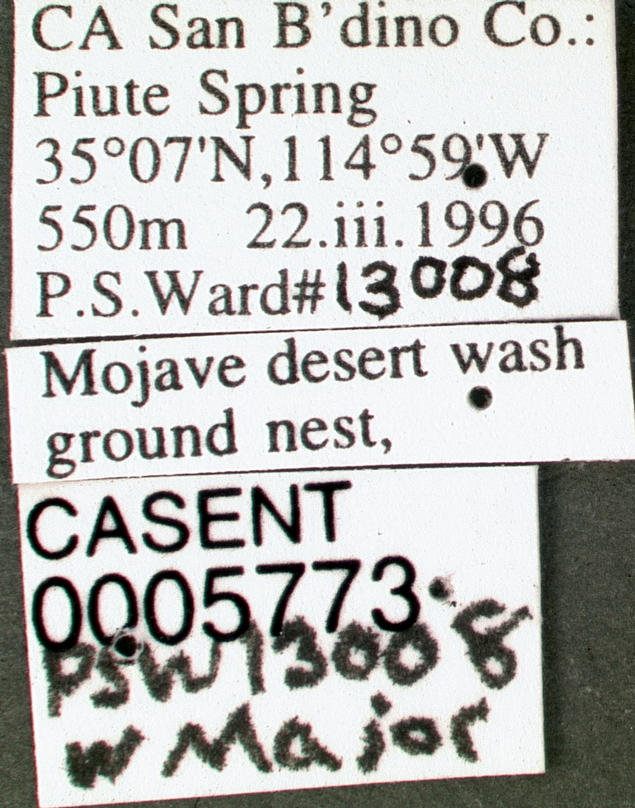
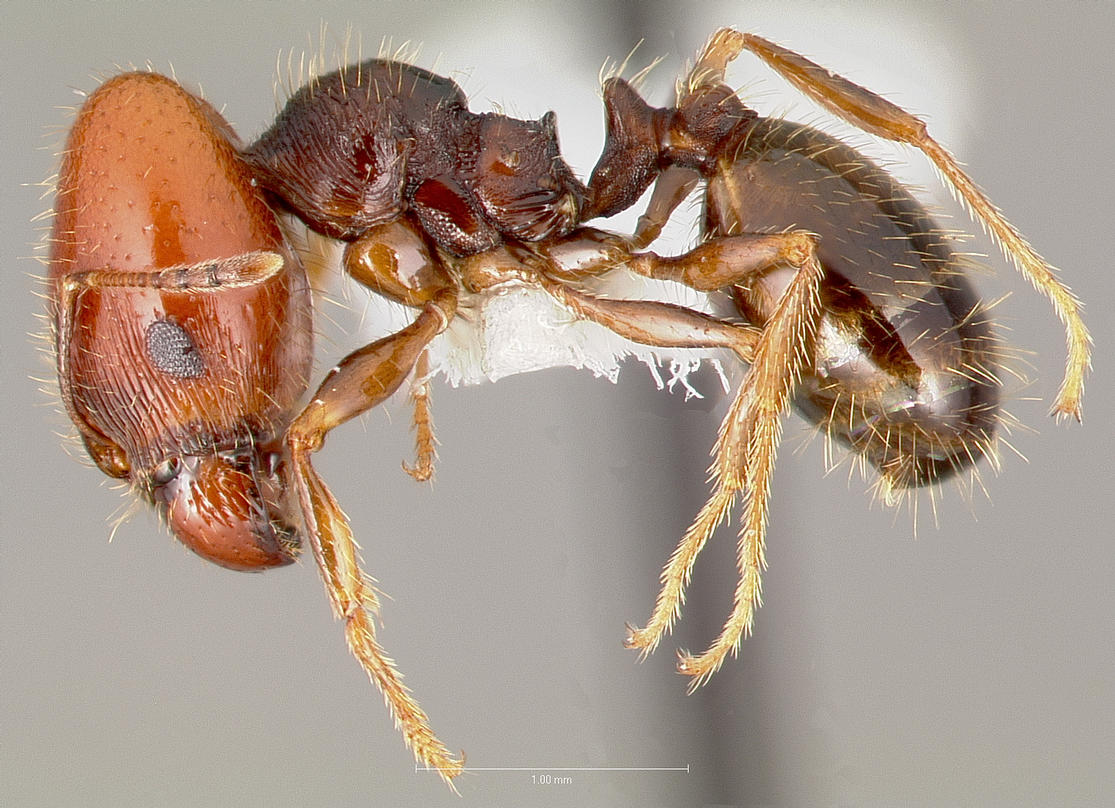
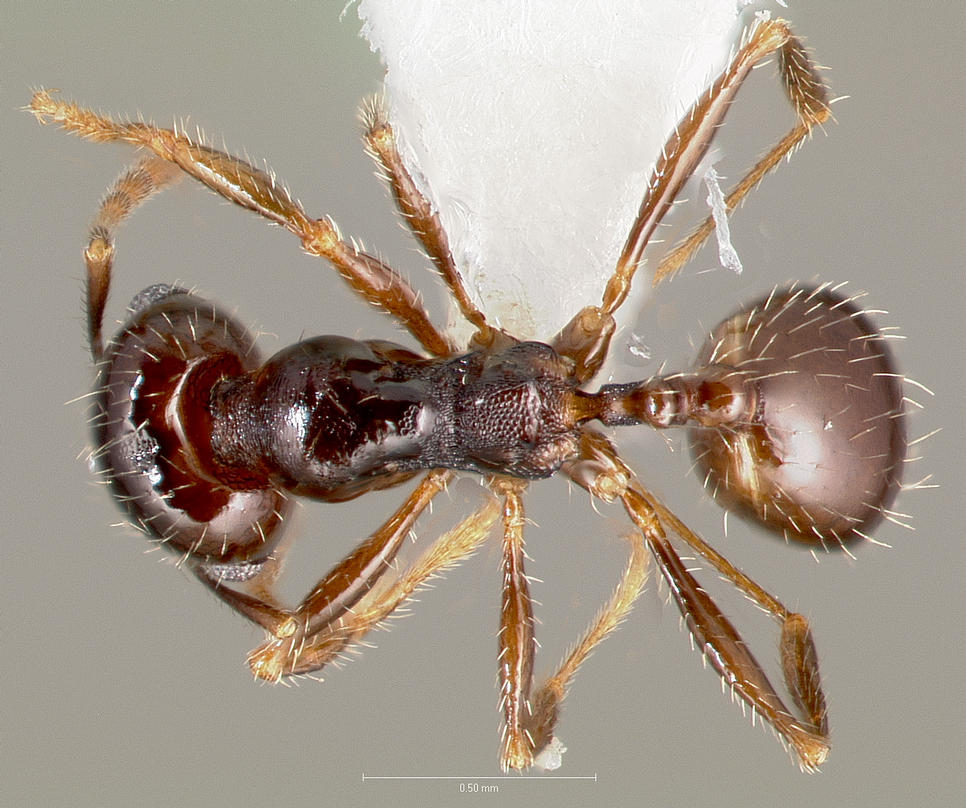
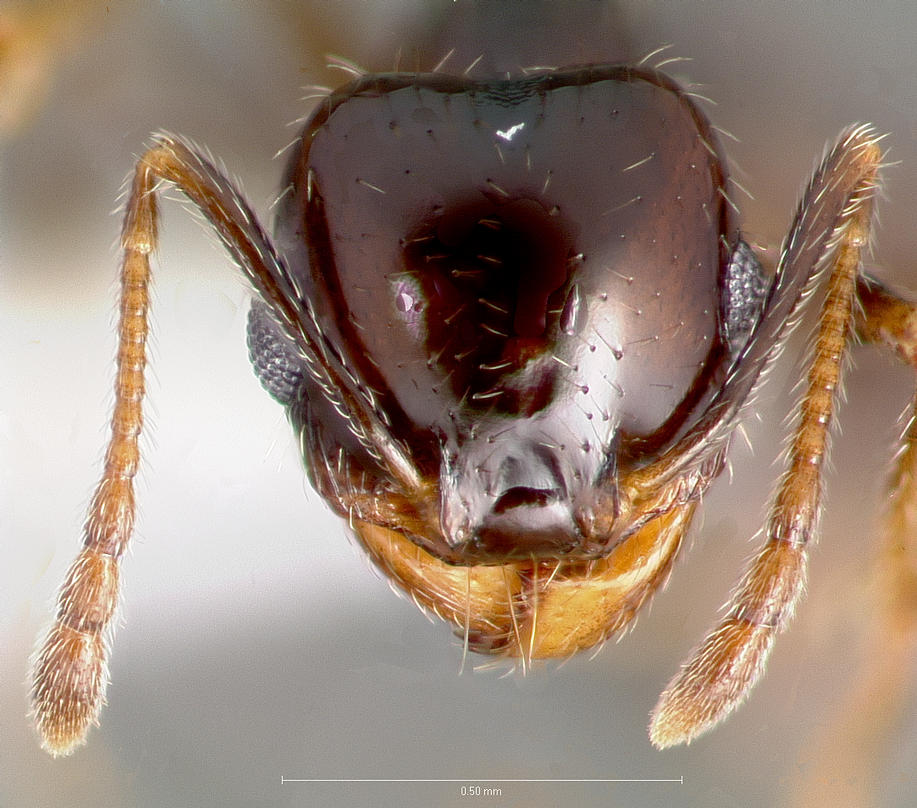